# 阴囊注水

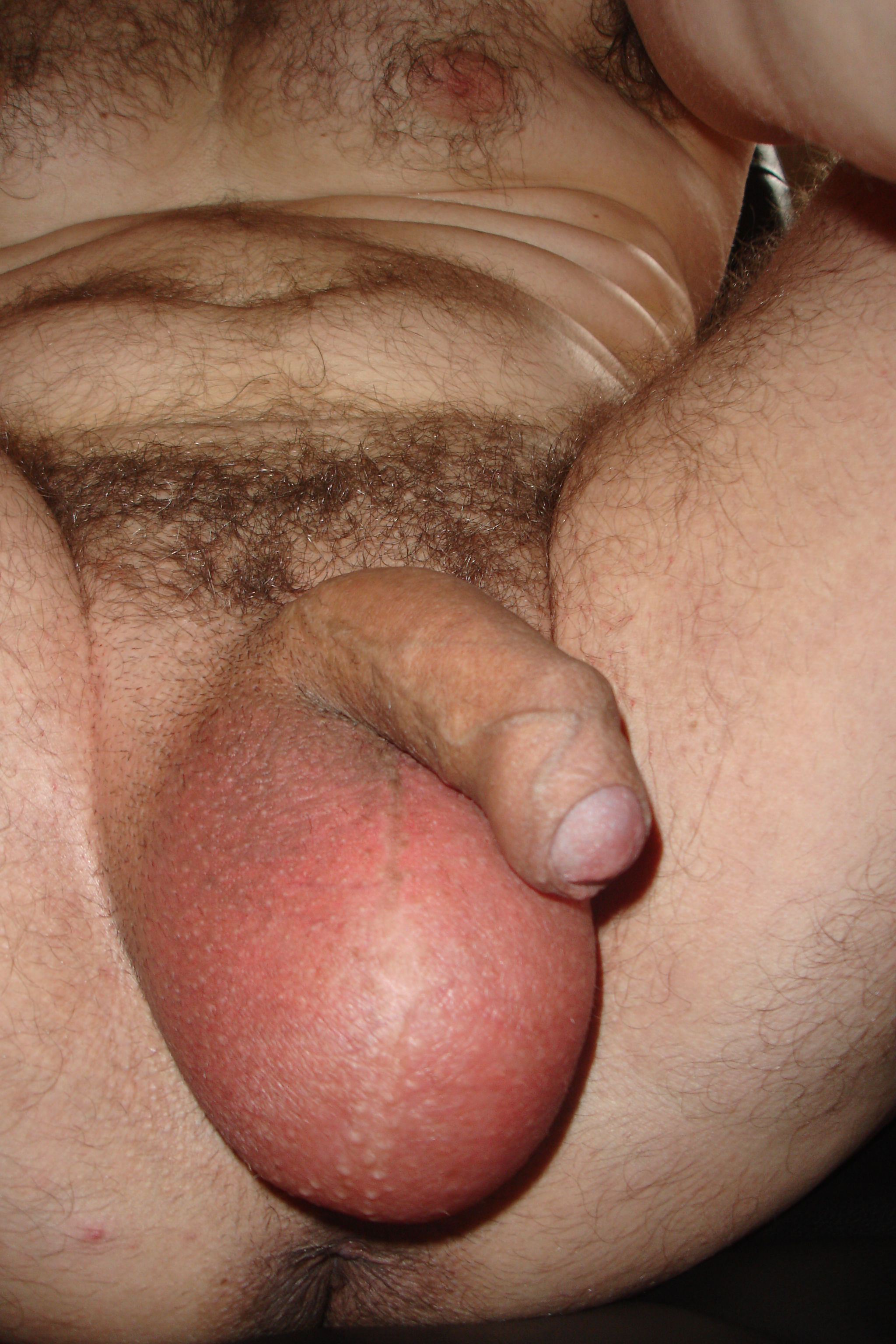
因注射250mL生理盐水而鼓胀的阴囊

阴囊注水是一种非常规的性行为。通过一般互联网搜索引擎进行搜索，可以发现这种行为与施虐，受虐和恋物有关，但正规的医疗文献却少有相关的记载。在这种情况下，个人通常通过向阴囊内静脉注射生理盐水（有人也会注射葡萄糖溶液） 的方式，使阴囊膨胀起来。为了达到这一目的，有时甚至还会向阴囊内注入空气或其他气体。这种行为很可能导致一系列的并发症，其中包括阴囊蜂窝组织炎，皮下气肿乃至致命的会阴部坏死性筋膜炎（又称福耳尼埃氏坏疽）和气体栓塞。

## 引用
1. 1 2  Summers, J. . Southern Medical Journal. 2003, 96 (7): 716–717. PMID 12940330. doi:10.1097/01.SMJ.0000078368.00806.A7.
2. 1 2  Sharma, T.; Kagan, H. . The American surgeon. 1980, 46 (11): 652–653. PMID 7436145.
3. 1 2  Yoganathan, K. G.; Blackwell, A. L. . Sexually Transmitted Infections. 2006, 82 (2): 187–8. PMC 2564698 . PMID 16581752. doi:10.1136/sti.2005.017020.
4. ↑  Bush, G.; Nixon, R. . Henry Ford Hospital medical journal. 1969, 17 (3): 225–226. PMID 5350135.